# 年季奉公
年季奉公（ねんき ぼうこう、英: indentured servitude）は、雇用者との契約の下に一定期間働く雇用制度の一形態である。多くは住み込みで食糧や日用品は支給されたが、給与は支払われないか、支払われたとしても極く僅かなものだった。かつては世界の多くの国で合法的と考えられて行われていた制度だったが、近現代になると児童や女性に対する虐待や人権侵害などの理由で廃止または禁止され、今日少なくとも先進工業国ではこうした形態の雇用制度が合法的に行われることはなくなっている。

## 解説
年季奉公の大きな問題は、多くの場合、奉公するものが雇用主から金を借りてそれが膨らみ、契約年限が延びてしまうことであり、そのために一生奉公が続く可能性があったことである。
日本においては、下人が年季奉公の形を取り始めるのが江戸期となる。江戸時代に農村の飢鐘により人身売買が横行したため、幕府は寛永2年(1625年)には最大の奉公年数を最長10年間と規制した。しかし元禄11年(1698年)には年季制限を撤廃して永年季奉公（10年以上）や譜代奉公 (生涯奉公)を容認した。奉公人はしばしば職場や家で雇用主からの暴力に曝されることがあった。年季奉公は技能を教え込むことを目的とする徒弟制度とは異なる制度であったが、この2つの制度は年限が設定されることなど類似したところもあった。
イギリス領アメリカにおいては、1630年代から独立戦争の頃までに、欧州から移住した者の半数から三分のニは年季奉公（Indentured servitude）として移住したとされる。しかし多くは年季奉公が明ければ自由な賃金契約労働者となるため、植民地の中では年季奉公を行っている者はつねに少数派であったとされる。
17世紀から18世紀に掛けて、アメリカ南部の農園で栽培されるタバコのような労働集役型換金作物は年季奉公人の労働で賄われた 。1865年に奴隷制度が廃止されてからも、労働力の確保のために年季奉公契約をその抜け道とすることが行われた。
イギリス領バルバドスで制定された悪名高い1661年のバルバドス使用人法は年季奉公を実質的な奴隷と認める法で、主人の同意のない結婚や妊娠は禁止され、使用人は商売することが禁じられた。違反には男性には3年間の追加の奉仕、あるいは代理の奉仕が強制された。逃亡にも罰金が科されるものとした。

## 日本

### 形態や名称の変遷
豊臣政権は兵農分離態勢を確立するために太閤検地、人身売買禁止令、人返し令、武家奉公人の身分統制等の政策を推進したが、これらの政策によって生産構造が奴隷制から農奴制に移行したとみなされ、中世から近世への時代区分になったとされている。「人身売買禁止令は、中世の奴隷制から近世の農奴制へと日本社会を発展させた革命的な政策の一つと見なされることになった」。
戦国時代に来航したポルトガル商人は主従関係などにより一時的にでも自由でない労働者を奴隷と考えており、年季奉公人や下人、所従を奴隷として訳していたとされる。譜代の者とか譜代相伝と呼ばれていた下人や所従は、農業や家庭労働に使役され、日本国内において習慣法上売買の対象となっていた。多くの日本人の労働形態はポルトガル人の基準では奴隷であり、誤訳以上の複雑な研究課題とされてきた。ポルトガルでは不自由な労使関係、主従関係を奴隷と理解することがあり、使用される傭兵や独立した商人冒険家も奴隷の名称で分類されることがあった。またポルトガル人は日本の社会での使用人や農民のことを奴隷と同定することがあった。1557年、ガスパル・ヴィレラは日本には貴族と僧侶、農民の社会階層があると論じ、貴族と僧侶は経済的に自立しているというが、農民は前二者のために働き、自分たちにはごくわずかの収入しか残らない奴隷状態にあると述べている。コスメ・デ・トーレスは日本人の地主は使用人に対して生殺与奪の権力を行使することができるとして、ローマ法において主人が奴隷に対して持つ権利 vitae necisque potestas を例証として使い、日本における農民等の使用人を奴隷と変わらない身分とした。中世の日本社会では、百姓は納税が間に合わない場合に備えて、自分や他人を保証人として差し出すことができたという。税金を払わない場合、これらの保証は売却される可能性があり、農民と奴隷の区別をいっそう困難にしていた。
中世日本では人身永代売買が広く行われており、年季奉公が一般的になったのは江戸幕府以降だが、ポルトガル人が日本で購入した奴隷の中には、数年で契約期間が終了する年季奉公人が記録されている。日本人の年季奉公制度では、マカオへの渡航のみを希望したり、ポルトガル人に雇われることができず、自らを売った者などがいたという。マカオに上陸するなり、明の管轄する領土に移動して労働契約を一方的に破棄する日本人の年季奉公人が続出した。この結果、多くのポルトガル人は以前と同じ量の日本人を買わなくなったという。自らの意志で奴隷になろうとした者の背景としては、軍資金を求めて領主が要求した増税は、領民の貧困化を招き、多くの日本人が奴隷制を生き残るための代替戦略として捉えていたことがある。

### 江戸時代
日本においては、中世に始まる下人が年季奉公の形を取り始めるのが江戸期であり、農村奉公人、武家奉公人、町家奉公人などの種類によって分けられる。江戸時代の代表的奉公には、子子孫々に至るまでの事実上の永代の身売りである譜代奉公、身代金を支払って請戻す本金返年季奉公、借金の担保に人質として奉公人を金主に渡し質流になれば譜代奉公に転じる質物奉公、そして年季を定めた普通の年季奉公があった。短期的な労働力を提供する種類である出替奉公とは別に、丁稚等の奉公は10年〜20年に及び､徒弟奉公も10年内外に及ぶのが普通だった。
江戸時代に入り雇用契約制度である年季奉公が一般に普及しはじめると譜代下人(または譜代奉公人)としての男性の売買は江戸時代中期（十七世紀末）にはほとんど見られなくなった。しかし遊女や飯盛女の年季奉公ではいくつかの点で人身売買的な要素が温存された。
1. 家長権を人主から雇い主へ委譲
2. 転売の自由
3. 身請け・縁付けの権利を雇い主に委譲
4. 死亡後の処置も雇い主へ一任

中田薫 (法学者)は「奴婢所有権の作用にも比すべき、他人の人格に干渉し、其人格的法益を処分する人法的支配を、雇主の手に委譲して居る点に於て、此奉公契約が其本源たる人身売買の特質を充分に保存する」として「身売的年季奉公契約」と名付けた。年季奉公制度は遊女の人身売買性の払拭にはたした役割は大きく、女衒組織へ娘を身売りする契約が年季奉公に変わっていくと、「身売り」から「奉公へ出す」という認識へ移行したと下重清は指摘している。年季奉公による契約を結ぶことによって人身売買としての「身売り」の実態が隠蔽され「奉公へ出す」という認識が一般的になった。
江戸時代前期の主流は奴婢・下人の系統を引くもので、奉公人は人身売買の対象となった｡江戸幕府は法律上は営利的な人の売買を禁止したが、それは主として営利的な人の取引に関したもので､実際においては父や兄が子弟を売ることは珍らしくなく､また人の年季貫は非合法でなかった｡主人と奉公人との間には､司法上ならびに刑法上の保護と忠誠の関係があるべきものとされた｡奉公人は主人を訴えることが許されず、封建的主従関係であったという｡
借銭の返済期限まで「人質」として働かせるが、その間の労働は無償で、それが利息に見合う形、そして期限がきても借銭未済の場合は「質流れ」になってまったくの下人身分になる（「身売り奉公」「人質奉公」ともよばれた）質物奉公、奉公人が債権者のもとに一定期間奉公を約束して住込み、労働力によって身代金を返す質奉公、借金の一部または全部をも労働対価とした居消質奉公、前借りもできた年季奉公と変化したとされる。1年あるいは1年半のみのものは出替奉公、1年のみのものは一季奉公ともいった。限られた年季が終了したとき「年季が明ける」と表現された。年季奉公をするものを年季者と呼んだ。
幕府は元禄11年(1698年)には年季制限を撤廃して永年季奉公や譜代奉公 (生涯の奉公)を容認した。
美濃国安八郡西条村の例では、1773年から1825年の間に奉公を経験した者は男子50.3%、女子62%に達した。(11歳に達した者に対する率)
このように日本の年季奉公は地方三帳や宗門人別改帳などに管理された庶民一般の、比較的固定化された労働契約の形態として行われ、雇人の在所・人名、どの村どの領藩に属するものか明らかな上で雇われるのが通常であった。これら履歴を失った（欠落）者は無宿扱いとなり非人として様々な不利益を受けた。非人は年季奉公などの通常の雇人にはなれなかった。

### 明治大正昭和
明治になり、江戸期の年季奉公形態が形骸化し、雇入側の一方的な搾取形態が横行した。1872年、芸娼妓の年季奉公が人身売買であるとの認識から「芸娼妓解放令」を出した。「遊女・芸者、その他種々の名目にて年期を限」るのはアメリカ合衆国の「売奴」と変わらないとし、遊女・芸妓等の人身売買を禁止するよう提議した。また外国人が関与する人権問題とりわけ日本人を雇人として海外に移住させる名目で奴隷貿易をおこなっているとの通報（1867年のハワイ日本人出稼人召還事件）や、中国人の奴隷（苦力）貿易に関わる国際問題の発生（マリア・ルス号事件）などを受け、1872年には人道的な見地から芸娼妓解放令が出され、とりわけ外国人の関わる日本人の奴隷化に神経を尖らせた明治政府は西欧型の労働雇用形態を積極的に導入し、丁稚の近代的商業使用人化への転換を進めた。第一次大戦後の1919年に設立されたILO（国際労働機関）には設立当初から参加している。
明治初期の『芸娼妓解放令』が有名無実なものとなると人身売買に対する法的規制が後退し、他人を売るより子孫を売る方が罪が軽い「和売」が増えた。明治から昭和にかけての人身売買について牧英正は、農村の慢性的貧困は変わらず、父権の強さがあり、人身売買を発生させる温床としての構造上の理由を説明している。
売買春に関わる強制労働の問題は21世紀の現代まで残された課題であるが、江戸期にはすでに身売りとして存在した。芸娼妓は通常年季奉公の形を採り、1955年最高裁判所における、前借金契約を公序良俗違反として無効とする判例変更、1956年の売春防止法によって法的には人身売買が根絶されたと考えられているが現代にも残された課題である。ILOは日本政府の売春や児童ポルノなどへの対策が不十分であるとたびたび勧告を発している。
沖縄では糸満売りと呼ばれる年季奉公制度があったが、1955年に琉球政府労働局によって禁止された。
日本関連項目
- 徒弟制度
- おしん
- 女工哀史
- 滅私奉公
- 奴婢#律令制崩壊後 - 律令制の崩壊後、日本において身分制度としての賤民奴婢は消滅していた。
- 性的奴隷

## アメリカ
アメリカに植民地が造られはじめた17世紀、労働力不足を補うためにヨーロッパから多くの年季奉公人が大西洋を渡って送られた。イギリスなどの植民地経営会社が渡航者を募り、それに応募してくる者は多くが貧困層あるいは元受刑者など曰くのある者が多く、渡航費すら持っていなかったので、船賃や途中の食費、さらに新大陸での当面の生活費や土地の開拓に要する費用と引き換えに年季奉公の契約をする場合が多かった。この場合、契約年限は7年とされることが普通だった。
大西洋を渡る船旅は厳しいものであった。食糧は2週間分程度を渡され、それ以上支給される可能性は無く、早く消費してしまった場合に何の保障も無かった。飢え以外にも病気や行く先を儚んだ自殺の可能性もあり、新世界まで行き着かない者もいた。北アメリカの植民地の場合、現地での雇用主が奉公人の大西洋渡航船賃を払うことになっており、奉公契約書を持参した船主にその金を渡して奉公人を受け取った。渡航の過程で家族が離れ離れになることもあり、新しい雇用主の下で働いている間に仲間の奉公人が家族の役割を果たすこともあった。奉公の契約にはある種の職業的訓練を施すことが含まれる場合があり、例えば鍛冶屋の年季奉公の場合、契約年限が過ぎれば自分で鍛冶屋を開いて生活していくことも期待できた。17世紀のバージニア植民地で働く白人労働者は大半がこの制度でイギリスから渡ってきた者達であった。雇用主は奉公人に食糧、衣類および住居を与えた。概念上、制度としての年季奉公は当時の徒弟制度より厳しいものではなかった。徒弟は同じように契約で年限を切られ、奉公期間は厳しい無給の労働を強いられていた。契約期間が過ぎた年季奉公人は、新しい衣服、道具あるいは金を与えられて自由にされることになっていた。
しかし、一方で、この考え方は常に現実とはならなかった。男女を問わず年季奉公人は暴力に曝され、場合によっては死に至ることもあった。女性の奉公人は特にその雇用主によって強姦されたり性的虐待を受けることがあった。子供が生まれると奉公年限が2年間延長された。年季奉公人は判事などと相談できる可能性が少なかったし、そのような野蛮行為を避けるための社会的圧力にしても土地や文化的な違いで様々だったので、そのような犯罪を告発して成功する例は稀であった。年季奉公の女性は社会階級的にも性的にも不道徳であると信じられており、法的な救済の可能性も少なかった。
年季奉公は特にイギリスの植民地で入植者の数を増やす方法であった。自発的な移民や懲役刑の労働者は多くいたものの、大西洋を渡る船旅が危険なものであっただけに、入植を奨励する他の方法が必要だった。契約労働者はその重要な集団となり、それほど多かったので、アメリカ合衆国憲法でも次のように言及して、アメリカ合衆国下院の代議員数を決めるときに注意が払われた。
年季奉公人の大半はイギリスの都市部で増加しつつあった失業した貧しい人々から募集された。故郷からは追放され都会では仕事を見つけられずに、これらの人々が年季奉公の契約書にサインしてアメリカに渡った。マサチューセッツでは、ピューリタンの生活様式の中で宗教的な教えが契約条件の一部となっており、人々は町の中で住む傾向があった。アメリカ合衆国北部では、有る程度地域社会と一体化する可能性が高く、家事の雑用や町で必要とされる熟練技能に関わることが多かった。多くの年季奉公人には厳しい仕事や肉体的な虐待の可能性が組み合わさって、精神的に大きなストレスを感じたり抑圧されることが負担となり、特に女性の場合は、男性の場合よりも社会的に厳しい慣習に縛られることが多かった。歴史家達は、このような状態が若い女性が魔女のせいとした「悪魔つき」の兆候を生んだのではないかと仮説を立てている。
対照的にバージニアでは、人口の大半が個々の町には住んでおらず、年季奉公人は孤立した農園で働く傾向にあった。バージニアの住人の大半は英国国教会員であり、ピューリタンではなかったので、宗教が毎日の生活で大きな役割を占め、文化は商業的なもの基づいていた。アッパー・サウス（南部の高度が高い地方）ではタバコが換金作物であり、年季奉公人が行う労働の大半は野良仕事であった。この状況での社会的孤立は直接間接の虐待を増加させ、タバコ畑での長時間労働を強いられることになった。
年季奉公人は年季が明けて自由になった後で直面した貧しい労働条件や生活苦に反応してバージニアでは反乱を起こした。それには土地の無さ、貧乏、税金、民兵の義務および地元の計画のための強制労働が追い討ちを掛けていた。ベイコンの反乱はバージニアで失望した白人や奴隷の中に支持者を見出すことになった。
年季奉公は奴隷制とは異なっていた。植民地時代、「自由」と「非自由」との言葉の意味には連続性があった。この意味で白人労働者を黒人奴隷とは分けて特権があるように考える人種差別的思考の発展は奴隷制度を固定化し、少なくとも下層にいる白人には名目だけでも機会があるかのようにしていた。究極的に奴隷制は南部で1865年で終わったが、年季奉公はそうならなかった。
年季奉公制度はアメリカ独立戦争の間に中断があったものの、1780年代でもまだ広く行われていた。フェルナン・ブローデルは1783年の「アイルランドからの輸入」に関する例を挙げ、大きな利益を上げた船主あるいは船長の言葉を紹介している。
たとえば1638年、逃亡者には罰として数回の鞭打ちが成された。翌年、罰は絞首刑にまで拡大された。1641年までに法律が代わり、奉公人が契約期間満了後も奉公を延長することを申し出なければ、罰は死刑であった。奉公期間は不在となった期間の2倍が延長され、最高で7年までであった。
現代の言葉では、船主は契約者であり、その労働者を雇っていることになる。そのような条件では船長が貴重な人間という積荷に与える待遇に影響することになった。年季奉公が禁止された後で、船賃は前払いが前提となり、19世紀後半にはアイルランドの「棺桶船」の非人間的条件も改善された。
年季奉公は現在のカナダにあったハドソン湾会社でも使われており、1800年代遅くまでナナイモ周辺の炭鉱労働者として使っていた。
アメリカ関連項目
- ホワイトスレイブリ
- 懲役
- 性的奴隷

## カリブ海
16世紀と17世紀にカリブ海の諸島にやってきたヨーロッパ人は年季奉公制度を採用した。移民して来る人の大半は若い男であり、土地を所有するか直ぐにでも金持ちになる夢を抱いて、諸島への船賃と引き換えに数年間の自由を売ってきた。諸島の土地所有者は到着した奉公人の船賃を払い、食糧と住居を与えた。奉公人は主人の畑で一定期間（通常4年ないし7年）働くことを要求された。この期間の奉公人は主人の財産と考えられた。奉公人は主人の考え方で売却あるいは追放もあり、主人の許可無しでは結婚もできなかった。通常、奉公人は商品の売買を許されなかったが、奴隷とは異なり、自分の財産を持つことは認められた。主人の待遇がひどい時は、土地の判事のところに行くこともできた。年季が明けると解放され、「自由手当て」を渡された。これらの手当ては土地あるいは砂糖という現物の形を取ることもあり、それで独立した農夫あるいは自由労働者になる機会が与えられた。
年季奉公は1600年代のイングランドやアイルランドでは普通に見かけられるものであった。このころ多くのアイルランド人は誘拐されてバルバドス諸島へ連れて行かれた。「バルバドーズド」という言葉はこのような行為を指し、「レッドレッグズ」はこの行為に関わる集団を表した。1649年から1655年にかけて、オリバー・クロムウェルのアイルランドやスコットランド遠征のときに捕まえられた者も年季奉公として強制的に移住させられた。
奴隷貿易が盛んな頃は、アイルランド人が奴隷としてモントセラト島に連れてこられた。聖パトリックの祝日を祝日としているのはアイルランド共和国以外はここだけである。
1660年以後、ヨーロッパからカリブ海諸島にやって来る年季奉公人はほとんどいなくなった。ほとんどの島々ではアフリカ人奴隷が厳しい畑仕事を行った。自由の身になったばかりの奉公人は数エーカーの土地を与えられたが、砂糖は利益を出すためには数百エーカー以上のプランテーションが必要だったために、生活していけなかった。多数の奴隷を使うプランテーション所有者が残酷だという評判があり、年季奉公を考える者達を躊躇わせた。島自体が恐ろしい疫病の罠と考えられるものでもあった。一方アフリカ人は優秀な労働者であった。農業や牛を飼った経験があり、熱帯の気候にも慣れており、熱帯の病気にも耐性があり、プランテーションや鉱山で「懸命に働く」ことができた。黄熱病やマラリアおよびヨーロッパ人がもたらした病気で、17世紀の間に年季奉公人の33ないし50%は年季が明ける前に死んだとされている。
1838年にイギリス帝国で奴隷制が廃止され、プランテーション所有者は安い労働者として年季奉公に顔を向けた。これら奉公人は世界のあちこち、中国やポルトガル、特にインドから多く集められた。この仕組みはモーリシャスのアープラヴァシ・ガートで始められ1917年まで続いた。その結果インド系カリブ人はガイアナでは多数派、トリニダード・トバゴやスリナムでも多くの住人がおり、ジャマイカ、グレナダおよびバルバドス諸島などカリブ海の諸島で少なからぬ人々が生活している。
カリブ関連項目
- 人身売買

## オーストラリアと太平洋
1860年代、オーストラリア、フィジー、ニューカレドニアおよびサモア諸島の入植者は労働力を補うために、「ブラックバーディング」と呼ばれる長期間の年季奉公人貿易を奨励した。一番盛んなときには、島で働く成人男性の半分以上が年季奉公人であった。
19世紀中頃から20世紀初頭にかけての40年間以上、オーストラリアのクィーンズランド州のサトウキビ畑労働者は、強制徴募された者や年季奉公の者達であり、南洋諸島から62,000名が集められた。メラネシアの主にソロモン諸島やバヌアツからが多く、ポリネシアやミクロネシアのサモア、キリバスおよびツバルからも少数が集められた。
どのくらいの島人が誘拐されたかについては不詳であり、議論が残されている。島人達が合法の徴募、説得、詐欺あるいは強制のどの方法によって船でクィーンズランド州に連れて行かれたかという問題も回答が難しい。当時の公式文書や証言も、労働者の子孫に語り継がれた口伝とはしばしば一致しない。露骨に暴力的な誘拐という話は、貿易の初めの10年ないし15年の間のこととされている。
オーストラリアは、1901年の太平洋諸島労働者法の規定により1906年から1908年にかけてこれらの人々を生まれ故郷に送還した。
オーストラリアのパプアとニューギニアの植民地（第二次世界大戦後、パプアニューギニアとなった）は年季奉公人を使った世界でも最後の地区となった。
オーストラリアと太平洋関連項目
- 強制労働

## インド洋
インド洋の諸島、特にモーリシャス諸島ではサトウキビのプランテーションに特化して、高い賃金を要求する解放労働者よりも安く働ける労働者を求めた。
モーリシャス諸島はこのクーリー（苦力）すなわち年季奉公人を「プラーク・トーナント」として扱っており、アフリカやインドに数十万人のクーリーを送り出していた。
1845年から1917年の間に、14万人以上のインド人がトリニダード諸島のプランテーションで働くと契約した。トリニダードに連れて行かれた年寄奉公人とアフリカ人奴隷の間には類似性があったという証言も有る。
モーリシャスとそのアープラヴァシ・ガートはそこで始まった年季奉公を世界に広めた場所と呼ぶこともできる。
イギリス帝国関連項目
- 苦力